# Hermann Gunkel
Hermann Gunkel (Springe, 23 mei 1862 - Halle, 11 maart 1932) was een Duitse, protestantse, oudtestamentische wetenschapper. Zijn belangrijkste onderzoekterreinen omvatten Genesis en de Psalmen, en zijn grootste interesses waren gericht op de mondelinge traditie achter geschreven bronnen en in folklore.